# Baek Gyeol
Baek Gyeol (백결, 百結), de son vrai nom Park Mun-ryang est un musicien coréen né en 414. C'est un maitre du geomungo. Il a vécu à Seoraebol, l'actuelle Gyeongju qui était alors la capitale du royaume de Silla.